# Phengodes atezcanus
Phengodes atezcanus is een keversoort uit de familie Phengodidae. De wetenschappelijke naam van de soort is voor het eerst geldig gepubliceerd in 1981 door Zaragoza.